# Hey Lover (LL Cool J & Boyz II Men)
Hey Lover is een single uit 1995 van de Amerikaanse rapper LL Cool J in samenwerking met Boyz II Men. Het haalde de top drie van de Billboard Hot 100 en leverde de rapper in 1997 - vijf jaar na Mama Said I'll Knock You Out - zijn tweede Grammy Award op. In Nederland haalde de single in 1996 de 12e plaats.  
Hey Lover is gebaseerd op een sample van Michael Jackson's The Lady in my Life dat in 1982 werd opgenomen voor het album Thriller waardoor ook songschrijver Rod Temperton in het succes deelde.